# Hieronymiella speciosa
Hieronymiella speciosa là một loài thực vật có hoa trong họ Amaryllidaceae. Loài này được (R.E.Fr.) Hunz. mô tả khoa học đầu tiên năm 1969.